# Tetramorium jugatum
Tetramorium jugatum är en myrart som beskrevs av Bolton 1980. Tetramorium jugatum ingår i släktet Tetramorium och familjen myror. Inga underarter finns listade i Catalogue of Life.